# اقیانوس اطلس
اقیانوس اَطلَس (به انگلیسی: Atlantic Ocean) دومین اقیانوس بزرگ جهان پس از اقیانوس آرام است که آفریقا و اروپا را از قارهٔ آمریکا جدا می‌کند و درازایش از جنوبگان تا اقیانوس منجمد شمالی است.
اقیانوس اطلس یک حوضهٔ کشیده و Sشکل را در بر می‌گیرد که میان اروپا و آفریقا از شرق و قارهٔ آمریکا از غرب گسترش می‌یابد. این اقیانوس که یکی از اجزاء اقیانوس جهانیِ پیوسته است، در شمال به اقیانوس منجمد شمالی، در جنوب غربی به اقیانوس آرام، در جنوب شرقی به اقیانوس هند و در جنوب به اقیانوس منجمد جنوبی می‌پیوندد. جریان خلاف استوایی، اقیانوس اطلس را دو بخش می‌کند؛ اقیانوس اطلس شمالی و اطلس جنوبی، که در حدود ۸ درجه شمالی، جدا شده‌اند.

## پیشینه
نام آن، به شخصیت افسانه‌ای اطلس در اساطیر یونانی اشاره دارد. قدیمی‌ترین اشاره به اطلس برای این اقیانوس در متنی از استسیخروس، شاعر میانه‌های سدهٔ ششم پیش از میلاد یافت شده است.
در منابع جغرافیایی مسلمانان، واژهٔ «بحر محیط» یا «بحر اقیانوس محیط» معمولاً به اقیانوسی اشاره دارد که جهان مسکون را دربر گرفته و در بسیاری موارد با اقیانوس اطلس مطابقت داده شده است. در باور جغرافی‌دانان مسلمان، این اقیانوس از سه جهت، شمال، شرق و غرب، ربع مسکون را احاطه می‌کرد و شاخه‌هایی چون دریای روم، دریای سیاه، دریای فارس، بحر زنج و دیگر دریاها مستقیماً به آن متصل بودند.
در متون اسلامی، بخش‌هایی از اقیانوس اطلس با نام‌هایی چون «بحر مغرب» و «بحر ظلمت» نیز شناخته می‌شدند، که بیشتر به مناطق شمالی آن، به دلیل خطرها و تاریکی‌هایش، اطلاق می‌شد. جزایر شناخته‌شدهٔ این اقیانوس از نگاه جغرافی‌دانان مسلمان، شامل جزایر خالدات (قناری)، جزایر بریتانیا و جزیرهٔ طولیه بود.
دیدگاه رایج میان نویسندگان عرب این بود که کشتیرانی در بحر محیط بسیار دشوار یا ناممکن است، هرچند شواهدی از سفرهای دریایی مسلمانان در اقیانوس اطلس وجود دارد. از جمله این موارد، اعزام نیروهای دریایی امویان به سواحل اسپانیا و پرتغال در قرون سوم و چهارم هجری، سفر دیپلماتیک یحیی غزال به دربار «پادشاهان شمال»، دریانوردی خشخاش قرطبی، و ماجراجویی‌های دریایی برخی دریانوردان اهل لیسبون در غرب و جنوب اقیانوس اطلس است. همچنین گزارشی درباره شکار نهنگ در حوالی ایرلند نیز به چشم می‌خورد.
تاریخ انسانی مرتبط با اقیانوس اطلس به هزاران سال پیش باز می‌گردد. سواحل اقیانوس اطلس محل سکونت تمدن‌های باستانی بوده‌اند. دریانوردان فنیقی، یونانی و رومی در بخش‌های شرقی اقیانوس دریانوردی می‌کردند. با این حال، تاریخ اقیانوس اطلس به معنای گسترده‌تر، به دوران عصر کاوش و عبور اروپایی‌ها از اقیانوس و کشف و استعمار قاره آمریکا گره خورده است. این دوره که به "عصر اقیانوس اطلس" نیز معروف است، شاهد مبادلات گسترده فرهنگی، جمعیتی، اقتصادی و حتی بیماری بین قاره‌های اطراف اقیانوس بود (نگاه کنید به تبادل کلمبی). تجارت برده اطلسی نیز یک فصل تاریک اما مهم در تاریخ این اقیانوس است

## مشخصات اقیانوس اطلس

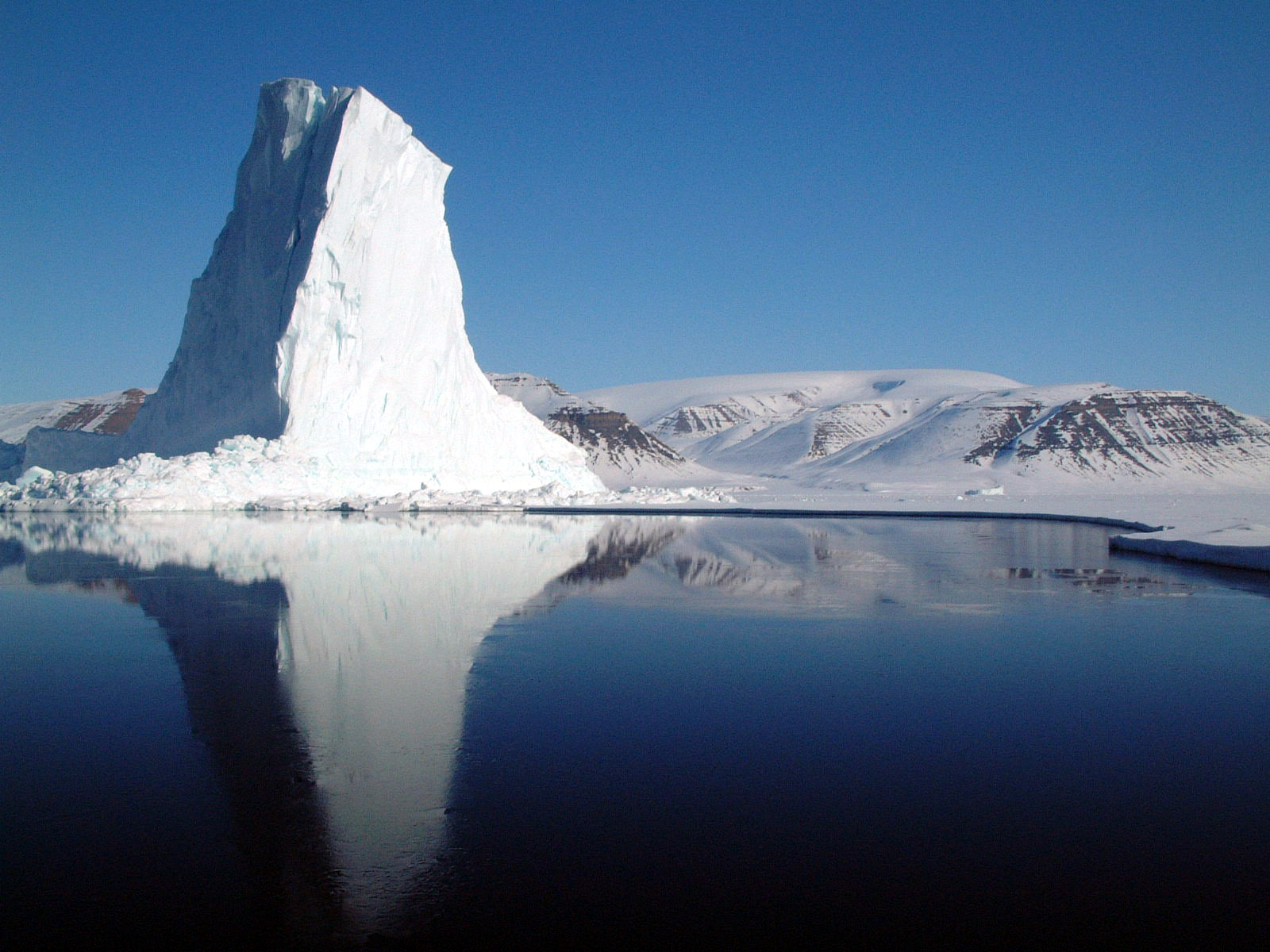
کوه یخی، خلیج بافین

اقیانوس اطلس، حوزهٔ Sشکلی است که شمالی-جنوبی گسترش دارد و از سوی جریان‌های خلاف استوایی در حدود ۸ درجهٔ عرض جغرافیایی شمالی به اطلس شمالی و اطلس جنوبی تقسیم می‌شود. اقیانوس اطلس را قارهٔ آمریکا (شمالی و جنوبی) از باختر، و اروپا و آفریقا از خاور دربر گرفته‌اند. تنگهٔ جبل‌الطارق، آن را به دریای مدیترانه وصل می‌کند. در شمال از راه تنگهٔ دانمارک، دریای گرینلند، دریای نروژ و دریای بارنتز به اقیانوس منجمد شمالی و از جنوب شرقی از راه اقیانوس هند، از جنوب غربی از راه تنگهٔ دریک به اقیانوس آرام و از جنوب به اقیانوس جنوبگان وصل می‌شود. اقیانوس اطلس و اقیانوس آرام از راه کانال پاناما میان آمریکای شمالی و جنوبی هم وصل می‌شوند.
اقیانوس اطلس همچنین مجاور دریای کارائیب، خلیج مکزیک، خلیج هادسون, خلیج بافین، خلیج بیسکای، دریای شمال، دریای بالتیک و دریای کلتیک است.
مساحت اقیانوس اطلس با در نظر گرفتن دریاهای مجاور آن در حدود ۱۰۶٬۴۰۰٬۰۰۰ کیلومتر مربع (۴۱٬۱۰۰٬۰۰۰ مایل مربع) است که ۲۰ درصد مساحت زمین و ۲۶ درصد مساحت آب‌های زمین را شامل می‌شود. بدون احتساب این دریاها مساحت آن ۸۲٬۴۰۰٬۰۰۰ کیلومتر مربع می‌شود.
حجم اقیانوس اطلس با احتساب دریاهای مجاور آن ۳۵۴٬۷۰۰٬۰۰۰ کیلومتر مکعب و بدون آن‌ها ۳۲۳٬۶۰۰٬۰۰۰ کیلومتر مکعب است.
عمق متوسط اقیانوس اطلس با احتساب دریاهای مجاور ۳٬۳۳۹ متر و بدون در نظر گرفتن آن‌ها ۳٬۹۲۶ متر می‌باشد. عمیق‌ترین جای این اقیانوس در گودال پورتوریکو به عمق ۸٬۶۰۵ متر است.
عرض اقیانوس اطلس از ۲٬۸۴۸ کیلومتر میان برزیل و لیبریا تا ۴٬۸۳۰ کیلومتر میان آمریکای شمالی و آفریقا متغیر است.

## جغرافیا و زمین‌شناسی

نقشه پستی و بلندی‌های بستر اقیانوس اطلس، با نمایش پشته میانی اقیانوس اطلس

اقیانوس اطلس توسط پشته میانی اقیانوس اطلس در مرکز آن از شمال به جنوب به دو حوضه بزرگ شرقی و غربی تقسیم می‌شود. این پشته یک مرز واگرای ورقه زمین‌ساختی است که در آن پوسته‌های جدید اقیانوسی از ماگمای بالا آمده تشکیل می‌شود و باعث گسترش بستر اقیانوس می‌گردد. این پشته در طول خود توسط گسل‌های ترادیس متعددی قطع شده است.
بستر اقیانوس اطلس شامل فلات‌های قاره‌ای در امتداد سواحل قاره‌ها، دشت‌های عمیق بستر اقیانوس، گودال‌های اقیانوسی (مانند گودال پورتوریکو)، و کوه‌های زیردریایی است. فلات‌های قاره‌ای در اقیانوس اطلس شمالی وسیع‌تر از اطلس جنوبی هستند.
جزایر متعددی در اقیانوس اطلس وجود دارند که برخی از آن‌ها قله‌های آتشفشانی پشته میانی اقیانوس هستند (مانند ایسلند و آزور) و برخی دیگر جزایر قاره‌ای یا اقیانوسی با منشأ متفاوت می‌باشند (مانند گرینلند، برمودا، جزایر قناری، کیپ ورد، جزایر فالکلند).

## آب‌شناسی

نقشه جریان‌های اقیانوسی جهان، از جمله جریان‌های اصلی اقیانوس اطلس

آب اقیانوس اطلس دارای ویژگی‌های خاص خود است که توسط جریان‌های اقیانوسی و چرخه آب تعیین می‌شود. جریان‌های اقیانوسی در اقیانوس اطلس نقش مهمی در تنظیم آب و هوای مناطق ساحلی ایفا می‌کنند. مهم‌ترین سیستم جریانی در اقیانوس اطلس شمالی جریان خلیج است که آب گرم را از خلیج مکزیک و سواحل شرقی آمریکا به عرض‌های جغرافیایی بالاتر منتقل می‌کند. این جریان تأثیر زیادی بر آب و هوای معتدل اروپای غربی دارد. جریان‌های اصلی در اقیانوس اطلس جنوبی شامل جریان برزیل و جریان بنگوئلا هستند.
گردش دماشوری، که اغلب به عنوان "نوار نقاله اقیانوسی" شناخته می‌شود، یک جریان عمیق جهانی است که توسط تفاوت در دما و شوری آب هدایت می‌شود و آب‌های اقیانوس اطلس بخشی حیاتی از آن هستند. این گردش آب سرد و شور را از اقیانوس اطلس شمالی به اعماق اقیانوس و سپس به سایر حوضه‌های اقیانوسی منتقل می‌کند.
شوری آب اقیانوس اطلس متغیر است و به تبخیر، بارش، جریان آب رودخانه‌ها و ذوب یخ‌ها بستگی دارد که معمولاً میان ۳۳ تا ۳۷ گرم در لیتر است. بالاترین شوری معمولاً در عرض‌های جنب‌مداری (Subtropical) مشاهده می‌شود جایی که تبخیر بالا و بارندگی کم است. پایین‌ترین شوری نیز در نزدیکی خط استوا (به دلیل بارش زیاد) و در عرض‌های جغرافیایی بالا (به دلیل ذوب یخ‌ها و ورود آب شیرین رودخانه‌ها) دیده می‌شود.
دمای سطح آب اقیانوس اطلس بسته به عرض جغرافیایی، جریان‌های دریایی و فصل‌ها، از ۲ تا ۲۹ درجهٔ سانتی‌گراد در تغییر است. بیشترین دما در شمال خط استوا و کمترین دما در نواحی قطبی است. در عرض‌های جغرافیایی میانگین بیشترین دما از ۷ تا ۸ درجهٔ سانتی‌گراد است.

## آب و هوای اقیانوس اطلس
آب و هوای اقیانوس اطلس و سرزمین‌های اطراف آن از دمای سطح آب و جریان‌های آبی، اثر می‌پذیرد. گرم‌ترین نواحی آب و هوایی اطلس در شمال استوا گسترش دارد و سردترین نواحی آن در عرض‌های جغرافیایی بالا قرار دارند که با یخ پوشیده شده‌اند. جریان‌های اقیانوسی، آب و هوای اطلس را با انتقال آب‌های گرم و سرد به دیگر نواحی کنترل می‌کنند.
شوری آب اقیانوس اطلس متغیر است و به تبخیر، بارش، جریان آب رودخانه‌ها و ذوب یخ‌ها بستگی دارد که معمولاً میان ۳۳ تا ۳۷ گرم در لیتر است.
دمای سطح آب اقیانوس اطلس بسته به عرض جغرافیایی، جریان‌های دریایی و فصل‌ها، از ۲ تا ۲۹ درجهٔ سانتی‌گراد در تغییر است. بیشترین دما در شمال خط استوا و کمترین دما در نواحی قطبی است. در عرض‌های جغرافیایی میانگین بیشترین دما از ۷ تا ۸ درجهٔ سانتی‌گراد است.

## بوم‌شناسی
اقیانوس اطلس دارای تنوع زیستی غنی از موجودات دریایی است که در اکوسیستم‌های مختلف از آب‌های ساحلی کم‌عمق تا اعماق تاریک اقیانوس زندگی می‌کنند. این اکوسیستم‌ها شامل آب‌سنگ‌های مرجانی، جنگل‌های کتانجک، مناطق دشت‌های ابیژال و مناطق هیدروترمال در امتداد پشته میانی اقیانوس اطلس می‌باشند.
فیتوپلانکتون‌ها به عنوان تولیدکنندگان اولیه، پایه زنجیره غذایی در اقیانوس اطلس را تشکیل می‌دهند. زئوپلانکتون‌ها، سخت‌پوستان کوچک، و انواع مختلفی از ماهی‌ها در آب‌های اطلس زندگی می‌کنند. آب‌بازسانان (مانند نهنگ و دلفین)، پستانداران دریایی (مانند خوک دریایی و شیر دریایی)، لاک‌پشت دریایی و پرندگان دریایی نیز در این اقیانوس یافت می‌شوند. برخی از گونه‌ها مانند ماهی تن و کد از نظر تجاری اهمیت بالایی دارند و صید بی‌رویه یکی از چالش‌های بوم‌شناسی در اقیانوس اطلس است.

## اقتصاد
اقیانوس اطلس نقش بسیار مهمی در اقتصاد جهانی ایفا می‌کند. این اقیانوس یک مسیر حیاتی برای کشتیرانی بین قاره‌های آمریکا، اروپا و آفریقا است و بخش عمده‌ای از تجارت بین‌المللی از طریق آن صورت می‌گیرد. بنادر بزرگ در دو سوی اقیانوس اطلس از مراکز اصلی فعالیت‌های تجاری هستند.
منابع طبیعی متعددی از اقیانوس اطلس استخراج می‌شوند، از جمله ذخایر بزرگ نفت خام و گاز طبیعی در فلات‌های قاره‌ای (مانند دریای شمال و خلیج مکزیک). شیلات نیز یک فعالیت اقتصادی مهم است و گونه‌های مختلفی از ماهی‌ها و غذاهای دریایی از اطلس صید می‌شوند. علاوه بر این، خاک‌ماسه‌ها و کلوخک‌های منگنزدار نیز از بستر اقیانوس استخراج می‌شوند. مسیرهای کابل‌های ارتباطی زیردریایی که حجم عظیمی از ترافیک اینترنت و ارتباطات جهانی را منتقل می‌کنند، در کف اقیانوس اطلس قرار دارند.

## کشورهای همجوار

### اروپا
ایسلند,  جزایر فارو,  نروژ,  سوئد,  دانمارک,  آلمان,  هلند,  بلژیک,  بریتانیا,  جزیره من,  جمهوری ایرلند,  فرانسه,  گرنزی,  جرزی,  اسپانیا,  پرتغال

### آفریقا
مراکش,  اسپانیا (جزایر قناری)،  صحرای غربی,  موریتانی,  کیپ ورد,  سنگال,  گامبیا,  گینه بیسائو,  گینه,  سیرالئون,  لیبریا,  ساحل عاج,  غنا,  توگو,  بنین  نیجریه,  کامرون,  گینه استوایی,  گابن,  سائوتومه و پرنسیپ,  جمهوری کنگو,  جمهوری دموکراتیک کنگو,  آنگولا,  سینت هلینا,  نامیبیا,  آفریقای جنوبی,  جزیره بووه

### آمریکای جنوبی
جورجیای جنوبی و جزایر ساندویچ جنوبی,  جزایر فالکلند,  شیلی,  آرژانتین,  اروگوئه,  برزیل,  فرانسه (گویان فرانسه)،  سورینام,  گویان,  ونزوئلا,  کلمبیا

### کارائیب
ترینیداد و توباگو,  کوراسائو,  آروبا,  گرنادا,  سنت وینسنت و گرنادین‌ها,  باربادوس,  سنت لوسیا,  فرانسه مارتینیک و جزیره گوادلوپ)،  دومینیکا,  مونتسرات,  آنتیگوآ و باربودا,  سنت کیتس و نویس,  هلند (جزایر کارائیب هلند)،  سنت بارثلمی,  سنت مارتین,  سنت مارتین,  آنگویلا,  جزایر ویرجین انگلستان,  جزایر ویرجین ایالات متحده,  پورتوریکو,  جمهوری دومینیکن,  جزایر تورکس و کایکوس,  هائیتی,  باهاما,  کوبا,  جامائیکا,  جزایر کیمن

### آمریکای شمالی و مرکزی
پاناما,  کاستاریکا,  نیکاراگوئه,  هندوراس,  گواتمالا,  بلیز,  مکزیک,  ایالات متحده آمریکا,  برمودا,  کانادا,  سنت پیر و ماژلان,  گرینلند

## بزرگ‌ترین دریاها و خلیج‌های جانبی اقیانوس اطلس
بزرگ‌ترین دریاها و خلیج‌های جانبی اقیانوس اطلس عبارتند از:
1. دریای سارگاسو - ۳٫۵ میلیون کیلومتر مربع
2. دریای کارائیب - ۲٫۷۵۴ میلیون کیلومتر مربع
3. مدیترانه - ۲٫۵۱۰ میلیون کیلومتر مربع
4. خلیج گینه - ۲٫۳۵ میلیون کیلومتر مربع
5. خلیج مکزیک - ۱٫۵۵۰ میلیون کیلومتر مربع
6. دریای نروژ - ۱٫۳۸۳ میلیون کیلومتر مربع
7. خلیج هادسون - ۱٫۲۳ میلیون کیلومتر مربع
8. دریای گرینلند - ۱٫۲۰۵ میلیون کیلومتر مربع
9. دریای آرژانتین - ۱ میلیون کیلومتر مربع
10. دریای لابرادور - ۸۴۱٬۰۰۰ کیلومتر مربع
11. دریای ایرمینگر - ۷۸۰٬۰۰۰ کیلومتر مربع
12. خلیج بافین - ۶۸۹٬۰۰۰ کیلومتر مربع
13. دریای شمال - ۵۷۵٬۰۰۰ کیلومتر مربع
14. دریای سیاه - ۴۳۶٬۰۰۰ کیلومتر مربع
15. دریای بالتیک - ۳۷۷٬۰۰۰ کیلومتر مربع
16. دریای لیبی - ۳۵۰٬۰۰۰ کیلومتر مربع
17. دریای لوانتین - ۳۲۰٬۰۰۰ کیلومتر مربع
18. دریای سلتی - ۳۰۰٬۰۰۰ کیلومتر مربع
19. دریای تیرنی - ۲۷۵٬۰۰۰ کیلومتر مربع
20. خلیج سنت لورنس - ۲۲۶٬۰۰۰ کیلومتر مربع
21. خلیج بیسکای - ۲۲۳٬۰۰۰ کیلومتر مربع
22. دریای اژه - ۲۱۴٬۰۰۰ کیلومتر مربع
23. دریای یونان - ۱۶۹٬۰۰۰ کیلومتر مربع
24. دریای بالئار - ۱۵۰٬۰۰۰ کیلومتر مربع
25. دریای آدریاتیک - ۱۳۸٬۰۰۰ کیلومتر مربع
26. خلیج بوتنی - ۱۱۶٫۳ هزار کیلومتر مربع
27. دریای کرت - ۹۵٬۰۰۰ کیلومتر مربع
28. خلیج من - ۹۳٬۰۰۰ کیلومتر مربع
29. دریای لیگوریا - ۸۰٬۰۰۰ کیلومتر مربع
30. کانال مانش - ۷۵٬۰۰۰ کیلومتر مربع
31. خلیج جیمز - ۶۸٫۳ هزار کیلومتر مربع
32. دریای بوتنی - ۶۶٫۰۰۰ کیلومتر مربع
33. خلیج سرت - ۵۷٬۰۰۰ کیلومتر مربع
34. دریای هبرید - ۴۷٬۰۰۰ کیلومتر مربع
35. دریای ایرلند - ۴۶٫۰۰۰ کیلومتر مربع
36. دریای آزوف - ۳۹٬۰۰۰ کیلومتر مربع
37. خلیج بوتنی - ۳۶٫۸ هزار کیلومتر مربع
38. خلیج ونزوئلا - ۱۷٬۸۴۰ کیلومتر مربع
39. خلیج کامپچه - ۱۶٬۰۰۰ کیلومتر مربع
40. خلیج شیر - ۱۵٬۰۰۰ کیلومتر مربع
41. دریای مرمره - ۱۱٬۳۵۰ کیلومتر مربع
42. دریای وادن - ۱۰٬۰۰۰ کیلومتر مربع
43. دریای مجمع‌الجزایر - ۸٫۳۰۰ کیلومتر مربع